# Stella d'argento/Senza scarpe
Stella d'argento/Senza scarpe è un singolo di Gino Santercole e I Ribelli, pubblicato in Italia nel 1964. È il 12° singolo inciso dai Ribelli.

## Tracce
Lato A
1. Stella d'argento – 2:32 (testo: Devilli – musica: Jimmy Kennedy, Michael Carr)

Lato B
1. Senza scarpe – 2:00 (testo: Miki Del Prete – musica: Gino Santercole)

## Accoglienza
Raggiunse il trentanovesimo posto nella classifica di vendite nel 1964. Il disco singolo fu pubblicato dalla casa discografica di Adriano Celentano, l'etichetta Clan Celentano, per la quale Santercole - nipote di Celentano e poi componente del gruppo de I Ribelli - era sotto contratto.

## I brani
Il brano Stella d'argento è una cover di una nota canzone statunitense - South of the Border - scritta e pubblicata nel 1939 da Jimmy Kennedy e Michael Carr; Il motivo fu portato al successo nel 1964 da Shep Fields, ma venne poi reinterpretato da numerosi cantanti, fra cui Frank Sinatra e Bing Crosby. Fra le numerose versioni in lingua inglese vi sono quelle di Chuck Berry, di Gene Autry, di Chris Isaak e di Willie Nelson.
È stato pubblicato nuovamente nel 1994 in un disco di Claudia Mori, dal titolo Claudia Mori e i Ragazzi del Clan, e in una raccolta del 2006 di Santercole stesso che porta il medesimo titolo del brano. Diventata nella versione originale (che descrive un gioioso viaggio attraverso la campagna messicana) una sorta di classico della musica popolare statunitense - poi assimilata al cosiddetto Tex-Mex - la canzone ebbe nell'adattamento in lingua italiana di Devilli un discreto successo di vendite e di critica.
La voce piana di Santercole e l'arrangiamento di Detto Mariano (arrangiatore ufficiale del Clan di Celentano), arioso e non privo di una certa ironia, consentirono al motivo di essere particolarmente apprezzato per la sua freschezza, anche grazie ai numerosi passaggi radiofonici avvenuti nell'estate dell'anno in cui il disco fu pubblicato.
Nella versione in lingua italiana, rispetto al testo originale, non vi sono riferimenti espliciti al Messico anche se il clima melanconico di frontiera (South of the Border è traducibile con A sud del confine) persiste nel sentimentalismo dei versi e nel languore delle note sviluppate dalla steel guitar di accompagnamento oltre che nel controcanto che emula il coro tipico di molti motivi messicani.
Della canzone è stata incisa una cover (45 giri) da parte del gruppo i Dragoni nel 1980 (VIP, VIP 10232), per l'album I Dragoni dello stesso anno (Artibano, N 4452-1148), pubblicato in Belgio.
La canzone è stata inoltre interpretata anche da altri cantanti italiani, tra cui Joe Sentieri e Claudio Villa, che l'hanno interpretata con il titolo di Serenata Messicana e presentata rispettivamente a Partitissima e a Canzonissima 1968; è stata poi reinterpretata dal cantautore calabrese Dario Brunori ed è contenuta nell'album Vol. 1 con il titolo Stella d'argento.